# 테라뷰
테라뷰 리미티드(영어: TeraView Ltd.) 또는 테라뷰{영어: TeraView)는 테라헤르츠 이미징 및 분광 기기 및 장비를 설계하는 회사로, 알약, 나노재료, 세라믹 및 복합재료, 집적 회로 칩 등의 측정 및 평가에 사용된다.
테라뷰는 마이클 페퍼(CSO)와 돈 아노네 박사(CEO)가 2001년 4월  도시바 리서치 유럽에서 분사하여 공동 설립하였다. 이 회사는 반도체 기술을 이용하여 테라헤르츠파(1 THz= 33.3 cm−1)를 발생시키고 감지하는 데 개발된 지적 재산과 전문 지식을 활용하기 위해 설립되었다. 기술의 선두 주자들이 자문 위원회에 참여하고 있으며, 테라뷰는 테라헤르츠 기술에 관심을 가졌던 연구 대학 중 하나인 케임브리지 대학교의 캐번디시 연구소와 긴밀한 관계를 유지하고 있다. 또한 페퍼 교수는 1987년부터 물리학 교수로 재직하고 있다.
테라뷰는 2001년 4월 Toshiba Research Europe에서 분사하였고 CEO 도널드 아논 박사와 CTO 마이클 페퍼 박사가 공동 창업하였다. 페퍼 교수가 1987년부터 물리학 교수직을 맡아온   케임브리지 대학교의 캐번디시 연구소와 긴밀한 협업 관계를 맺고 있다.
세계 최초로 비파괴 반도체 검사장비를 상용화하였으며, 한국 증시에 상장하는 최초의 유럽 및 영국 기업이 될 예정이다.

## 제품
테라뷰는 테라헤르츠파의 특성을 활용하는 여러 장비를 개발했다. 테라헤르츠 광은 몇 가지 흥미로운 응용 분야를 가지고 있다. 많은 일반적인 재료와 살아있는 조직은 반투명하며 '테라헤르츠 지문'을 가지고 있어, 이를 통해 이미징, 식별 및 분석이 가능하다. 또한 테라헤르츠파의 비이온화 특성과 상대적으로 낮은 전력 수준은 안전하다는 것을 나타낸다.
- TeraPulse 4000 - 투과, 감쇠 전반사 분석, 극저온 장치, 가변 온도 셀 및 이미징을 위한 반사 모듈을 위한 모듈식 샘플 칸이 있는 분광기[6]. 스펙트럼 범위는 0.06 THz ~ 5.0 THz (2 cm−1 – 150  cm−1)이며, 피크에서 90 dB 이상의 동적 범위를 제공한다.
- EOTPR 3000 - 전기 광학 테라헤르츠 펄스 반사계 - 플립칩, 패키지 온 패키지(PoP) 및 잠재적으로 실리콘 관통 전극과 같은 고급 패키지의 상호 연결 결함 식별 및 분리를 위한 분광기[6].

다양한 소프트웨어 분석 패키지를 적용함으로써 동일한 기본 기술을 여러 응용 분야에 활용할 수 있다.

## 연구 및 개발 분야
이 회사의 주요 연구 분야는 테라헤르츠 광을 유용한 분광 및 이미징 기술로 개발하는 것이다. 최근까지 밝은 광원과 민감한 감지 수단에 접근하기 어려웠던 '테라헤르츠 갭'은 전자기 스펙트럼에서 마이크로파와 적외선 사이에 있는 0.3~3THz 범위의 육안으로는 보이지 않는 주파수를 포함한다. 테라뷰의 기존 장비는 THz 광을 생성, 감지 및 조작하며 여러 응용 분야에서 테스트되었다.

### 제약 산업
제약 산업에서 테라헤르츠파의 응용 분야는 결정 구조, 두께 및 화학적 조성 분석과 같은 제약 제품의 중요 품질 속성 비파괴 추정을 포함한다. 테라뷰는 테라헤르츠 장비가 다층 코팅 및 구조적 특징 모델에 대한 3D 코팅 두께 지도를 생성하여 제품의 스케일업 및 제조를 더 잘 이해하고 제어할 수 있음을 입증했다.

### 의료 영상
스펙트럼 지문을 인식하는 능력 덕분에 테라헤르츠 펄스 이미징은 다양한 유형의 연조직 간의 대비를 제공하는 데 적용될 수 있다. 또한, 수분 함량 및 암 및 기타 질병의 표지를 감지하는 민감한 수단이다. 테라헤르츠를 유방암과 같은 암뿐만 아니라 의료, 구강 건강 관리 및 관련 분야의 다른 질병을 이미징하는 데 적용하려는 시도가 있었다. 이 회사는 의약품 및 건강 관리 제품 규제청(MHRA)으로부터 생체 내 테라헤르츠 분광학을 생의학 연구에 시험하도록 승인받았다고 발표했다. 이 시험은 런던의 가이스 병원에서 진행될 예정이며, 이 기술이 암 조직의 정확한 제거를 위해 실시간으로 적용될 수 있는지 여부를 결정하는 것을 목표로 한다.

### 국토 안보 및 국방
테라헤르츠 기술은 다양한 종류의 의류 및 기타 은폐 및 혼란 재료를 통해 안전하고 비침습적이며 신속하게 이미징할 수 있는 잠재력을 가지고 있다. THz 광이 특정 주파수에서 폭발물에 흡수되기 때문에 의류나 다른 재료와 구별할 수 있는 고유한 '테라헤르츠 지문'을 찾을 수 있을 것이라는 가설이 제기되었다. 이것은 실제적으로 증명된 적이 없다. 이 회사의 기술은 미국 해군 해상전 사령부에서 PETN(PETN)을 포함한 다양한 종류의 플라스틱 폭발물의 존재를 의류를 통해 테스트하는 데 사용되었다.

### 재료 특성화
THz 분광법은 비접촉 분석 방법으로 사용될 수 있다. 테라헤르츠 펄스 분광법으로 측정된 흡수 계수와 굴절률은 전자기 스펙트럼의 0.1~3 THz(3~100 cm−1) 영역에서 재료의 고주파 종속 복합 전도도를 직접 얻는 데 사용될 수 있다. 이 기술은 반도체, 고온 초전도체, 테라헤르츠 메타물질, 전하 밀도 동역학, 그래핀, 탄소 나노튜브, 자기 등의 고체 물리학 연구 분야에 적용되었다.

### 비파괴 검사
테라헤르츠 광은 재료 무결성 연구에서 비접촉 기술로 사용될 수 있다. 이는 도료 및 코팅의 층에 대한 비파괴 검사, 세라믹 및 복합 재료의 구조적 결함 감지 및 그림 및 필사본의 물리적 구조 이미징에 효과적인 것으로 입증되었다. 비파괴 평가를 위한 THz 파동의 사용은 다층 구조의 검사를 가능하게 하며 이물질 혼입, 박리 및 층간 분리, 기계적 충격 손상, 열 손상, 물 또는 유압유 침투로 인한 이상을 식별할 수 있다. 이 회사의 수석 과학 이사인 마이클 페퍼 경은 THz 이미징이 기판 전체의 두께를 정밀하게 측정하고 코팅의 밀도도 얻을 수 있다고 설명한다. "방사선은 재료의 변화가 있을 때마다 반사됩니다. 도착 시간이 측정된 다음 다양한 알고리즘이 3D 미세 특징 이미지와 정밀한 재료 식별을 개발하여 그림을 완성합니다." 이 회사와 케임브리지 대학교와의 활발한 협력을 통한 추가 연구는 자동차 페인트 코팅의 품질을 측정하는 데 사용될 수 있는 테라헤르츠 센서를 개발하는 것을 목표로 한다.

### 반도체 산업
테라헤르츠 기술은 반도체 패키지 및 집적 회로 장치의 고해상도 3D 이미징을 가능하게 한다. THz 시간 영역 반사 측정 (TDR)은 기존의 결함 분리 기술 및 기존 밀리미터파 시스템에 비해 이미징 해상도에서 상당한 이점을 제공한다. 인텔과 반도체 산업을 위한 THz 기술 응용 분야에서 협력하여 테라뷰는 향상된 결함 분리 및 고장 분석 공정 흐름 연구를 위해 10 μm 해상도로 최대 2 THz에서 작동하는 비파괴 전기 광학 테라헤르츠 펄스 반사계 (EOTPR)에서 전기 광학 및 THz 펄스를 결합하는 새로운 기술을 개발했다. "테라헤르츠 TDR의 고유한 기능과 기존 TDR에 대한 이점은 인정받고 있습니다. 이러한 혁명적인 개념, 혁신적인 설계 및 우수한 성능으로 EOTPR은 마이크로전자 패키지 결함 분리 및 고장 분석을 위한 필수 도구가 될 것입니다." 용밍 차이, 지용 왕, 라젠 디아스, 디팍 고얄, 인텔 코퍼레이션.

## 같이 보기
- 테라헤르츠파
- 테라헤르츠 시간 영역 분광법
- 테라헤르츠 메타물질
- 테라헤르츠 비파괴 평가
- 테라헤르츠 단층촬영
- 마이클 페퍼